# 瑟特尼基 (蘇梅區)
50°36′48″N 34°44′17″E / 50.61333°N 34.73806°E
瑟特尼基（烏克蘭語：Ситники）是位於烏克蘭東北部的村莊，由蘇梅州蘇梅區的萊貝丁市鎮負責管轄。該村分別距離薩文基0.5公里和謝迪內2公里，海拔高度139米，